# Epioecia kohleriana
Epioecia kohleriana là một loài bướm đêm trong họ Noctuidae.